# Wohn- und Wirtschaftsgebäude Lüttje Stroot 1A
Das Wohn- und Wirtschaftsgebäude Lüttje Stroot 1A, bei Unter den Eichen, in der niedersächsischen Gemeinde Selsingen, Ortsteil Haaßel, wurde zum Ende des 18. Jahrhunderts gebaut. Aktuell (2025) wird es als Ferienwohnung Heins Hus genutzt.
Das Gebäude steht unter Denkmalschutz (siehe auch Liste der Baudenkmale in Selsingen).

## Geschichte und Beschreibung
Das bis 1974 selbstständige Dorf Haaßel (Hasle = Haselhain) hatte 1500 fünf Höfe und gehört zur heutigen Samtgemeinde Selsingen im Landkreis Rotenburg (Wümme).
Das kleine eingeschossige giebelständige Wohn- und Wirtschaftsgebäude als Zweiständer-Hallenhaus, teils in Fachwerk mit Steinausfachungen, reetgedecktem Satteldach, regionaltypischer senkrechter Verbretterung in den oberen Giebeldreiecken und der Grooten Door mit Korbbogen, wurde 1791 (Inschrift) gebaut.
Das Landesdenkmalamt befand u. a.: „… Das kleine Wohn-/Wirtschaftsgebäude steht an der Nordseite einer größeren Hofanlage ….“